# Douglas County, Nevada
Douglas County är ett administrativt område i delstaten Nevada, USA. År 2010 hade countyt 46 997 invånare. Den administrativa huvudorten (county seat) är Minden. 

## Geografi
Enligt United States Census Bureau har countyt en total area på 1 911 km². 1 838 km² av den arean är land och 73 km² är vatten. 

### Angränsande countyn
- Carson City, Nevada - nord
- Lyon County, Nevada - öst
- Mono County, Kalifornien - sydöst
- Alpine County, Kalifornien - syd
- El Dorado County, Kalifornien - väst
- Placer County, Kalifornien - nordväst